# N93 (Nederland)
De N93 was volgens de wegnummering 1957 de Nederlandse weg van Zwolle naar Tilburg. De weg liep over de  Rijksweg 50, de Rijksweg 52, de Rijksweg 55 en de Rijksweg 65.
In 1957 werd het E-wegenstelsel ingevoerd in een aantal landen in West-Europa, waaronder Nederland. Niet alle belangrijke wegen kregen een Europees E-nummer. De belangrijke wegen zonder E-nummer kregen een nationaal N-nummer. Hiervoor werd de serie N89-N99 gebruikt om ervoor te zorgen dat de nummers niet overlapten met de (toen nog slechts administratieve) rijkswegnummers die van 1 tot en met 82 liepen.
Zo kreeg de weg van Zwolle via Apeldoorn, Arnhem, Nijmegen en 's-Hertogenbosch naar Tilburg het nummer N93. Bij Hattem sloot de N93 aan op de oude E35 tussen Amersfoort en Zwolle, bij Apeldoorn op de oude E8 tussen Amersfoort en Deventer en op de N94 naar Zutphen, bij Arnhem op de oude E36 tussen Utrecht en Emmerik, bij Bemmel op de N96 naar Tiel, bij Nijmegen op de N95 naar Venlo, bij 's-Hertogenbosch op de oude E9 tussen Utrecht en Eindhoven en bij Tilburg op de oude E38 tussen Breda en Eindhoven
De N-nummering was geen groot succes. In 1976 werd de A-nummering ingevoerd en in 1978 de nieuwe N-nummering. Daarbij werd de N93 opgesplitst in vijf delen. Het deel tussen Zwolle en Arnhem kreeg het nummer A50/N50, het deel tussen Arnhem en Nijmegen het nummer A52, het deel tussen Nijmegen en Wijchen het nummer N326/A326, het deel tussen Wijchen en 's-Hertogenbosch het nummer A50/N50 en het deel tussen 's-Hertogenbosch en Tilburg het nummer N65.
In 1993 is de A52 overgedragen aan de provincie Gelderland. Deze heet sindsdien de N325. Na de voltooiing van de autosnelweg Eindhoven-Oss, loopt de A50 naar Eindhoven. Het traject tussen Oss en 's-Hertogenbosch was administratief altijd al Rijksweg 59 en is sindsdien ook genummerd als A59.
 ·  ·  ·  ·  ·  ·  ·  ·  ·  · 